# Adam Fürst Czartoryski
Fürst Anton Bogusław Adam Czartoryski (* 2. Januar 1845 in Berlin; † 7. März 1912 in Posen) war ein polnischer Adliger, Gutsbesitzer und Mitglied des Deutschen Reichstags.

## Leben
Czartoryski besuchte das Vitzthum-Gymnasium in Dresden und das Mariengymnasium zu Posen. Er studierte Rechtswissenschaft an der Rheinischen Friedrich-Wilhelms-Universität Bonn, der Friedrich-Wilhelms-Universität Berlin und der Forstakademie Tharandt. Danach widmete er sich der Landwirtschaft auf seinem Gut in Wielki Bór.
Von 1887 bis 1903 war er Mitglied des Deutschen Reichstags für den Wahlkreis Regierungsbezirk Posen 5 Kröben und die Polnische Fraktion.